# Chiesa di Santa Maria della Catena (Roccalumera)
La chiesa di Santa Maria della Catena è un tempio sacro cattolico, ubicato a Roccalumera, nel cuore del quartiere Baglio-Ficara, ove si perpetua il culto alla Beata Vergine Maria ivi venerata con il titolo di Madonna della Catena. Con questo titolo, inoltre, la Vergine è Patrona e protettrice del suddetto quartiere, nonché Patrona del Vicariato foraneo di Roccalumera-Santa Teresa di Riva insieme a san Basilio Magno.

## Storia e descrizione

### Le origini del culto
Il titolo di "Madonna della Catena" significa "Signora che spezza le catene". Teologicamente, le catene spezzate dalla Vergine sono anzitutto quelle del peccato, sconfitte dal sacrificio di Cristo sulla croce con l'unione spirituale della Madre, martire nel cuore; in secondo luogo le catene fisiche e simbolicamente i problemi da cui gli uomini vengono angustiati.
Ma la grande diffusione del titolo di Maria Santissima della Catena in Sicilia è legata soprattutto all'eco della notizia di un evento miracoloso avvenuto a Palermo -secondo la tradizione - nel 1392 e passato alla storia come il "prodigio delle catene", che fin da subito suscitò grande scalpore, facendo sorgere numerose chiese e santuari in onore della Vergine liberatrice.

### Il prodigio delle Catene
Secondo il racconto del prodigio degli storici Mongitore e Pirri, regnando in Sicilia Martino I (1385-1409), tre giovani innocenti furono condannati alla forca in Palermo. 

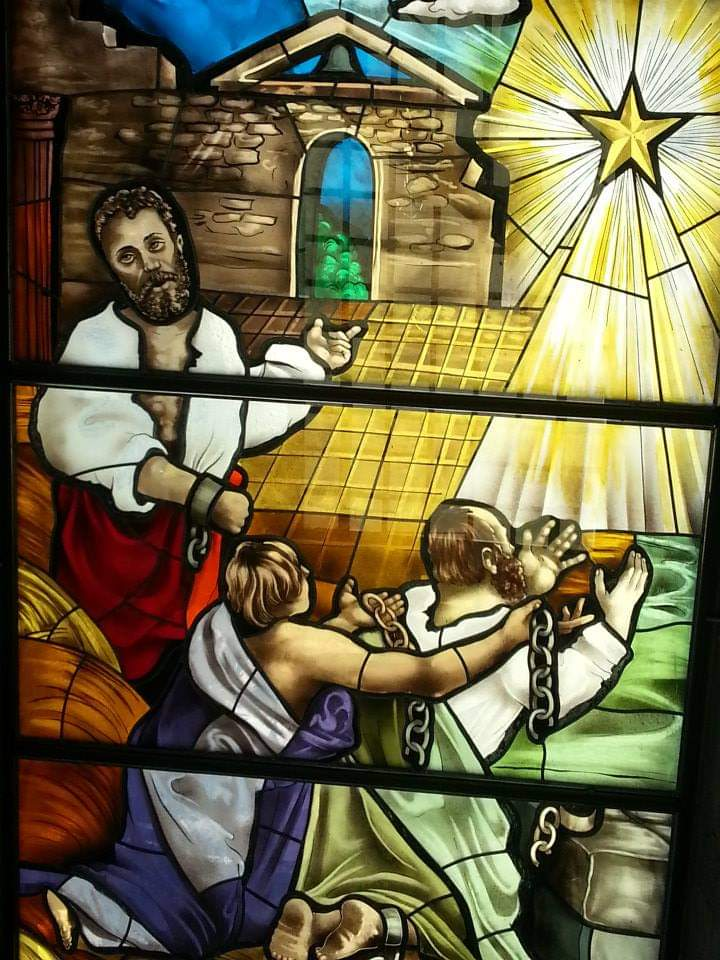
Il miracolo delle catene, vetrata del campanile, Roccalumera.

Nel giorno dell'esecuzione i condannati furono condotti a piazza Marina, dove erano alzate le forche. Ma, poco prima di salire sul palco, si scatenò un uragano sconvolgente. I gendarmi con i condannati, si rifugiarono nella chiesetta di Santa Maria del Porto, presso il mare, in attesa della fine del temporale, che si protrasse molto a lungo nella notte. Non essendosi potuti trasferire i condannati nel carcere, insieme alle guardie, essi passarono la notte nella chiesetta, legati l'un l'altro a doppie catene, dopo che la chiusura della porta era stata assicurata. Così l'esecuzione veniva rimandata al domani.
Le guardie dormivano, ma i condannati pregavano. Coscienti della propria innocenza, essi avevano veduto nel temporale e nel loro rifugio in chiesa un auspicio di salvezza. Presso l'altare, su cui si ergeva una immagine della Vergine Maria, palpitava una lampada come una speranza. 

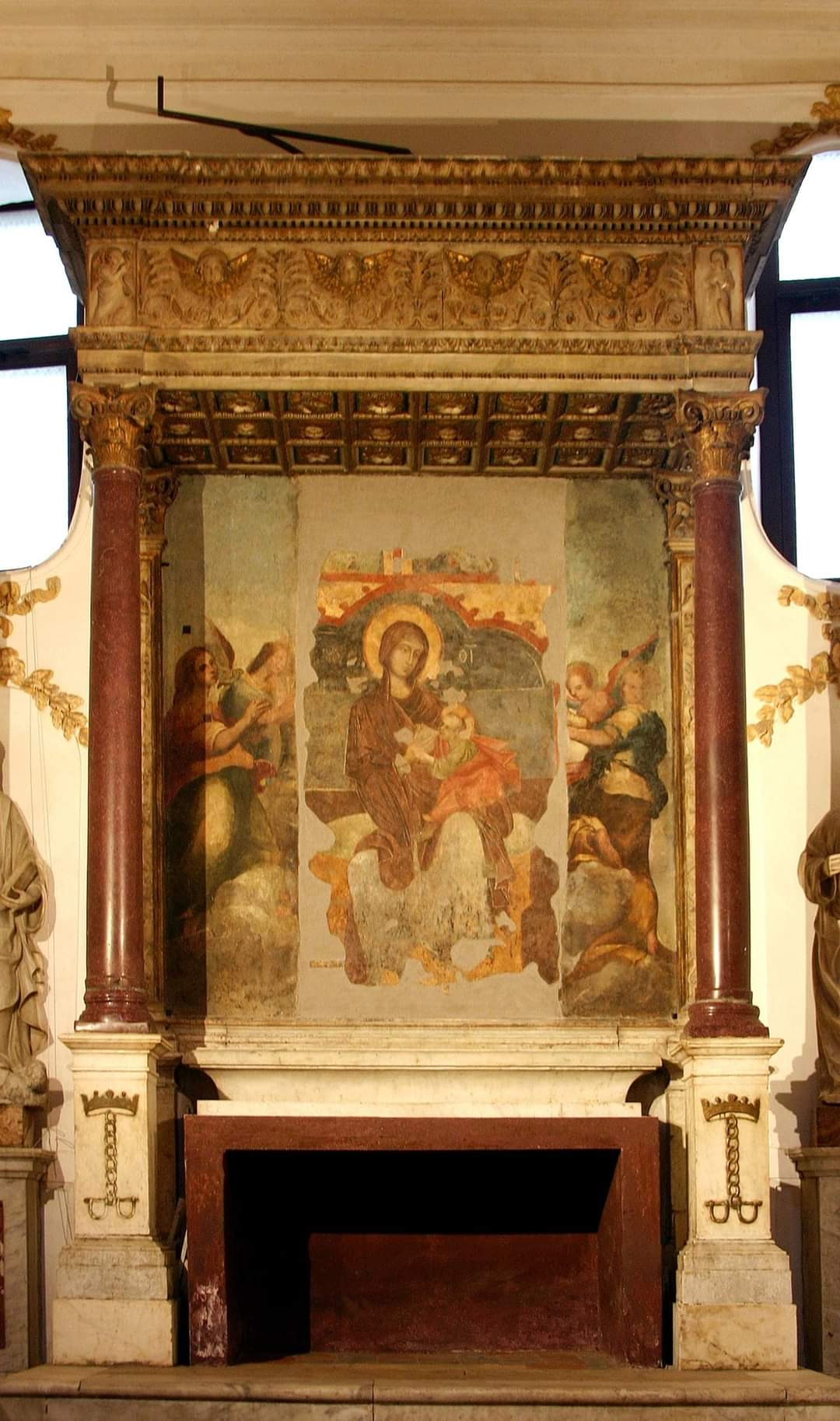
L'affresco davanti al quale si compì il miracolo delle Catene, Palermo.

I tre poveretti, vi si trascinarono presso, col cuore sulle labbra, e pregarono la Vergine Santa, perché facesse conoscere la loro innocenza. Ad un certo momento sentirono spezzarsi le loro catene, senza che facessero rumore alcuno, e parve loro sentire una voce proveniente dall'immagine: "Andetevene in libertà e non temete cosa alcuna: il Divino Infante che tengo tra le braccia ha già accolto le vostre preghiere e vi ha concesso la vita". 
Così, avviandosi velocemente verso l'uscita, videro la porta spalancata. Già sorgeva il giorno. Furono però raggiunti dalle guardie, che li avrebbero incatenati di nuovo, se non fosse intervenuto il popolo, che di nuovo affollava la piazza. E fu il popolo ad appellarsi al re, che di fronte allo straordinario prodigio, li dichiarò liberi.
Il re e la regina furono i primi a portarsi alla chiesetta del prodigio per vedere le catene spezzate e rendere commosso omaggio a Maria. Da quel giorno fu un continuo pellegrinare di Palermitani e di fedeli dei paesi vicini. La devozione verso Maria sotto il nuovo titolo si diffuse per la Sicilia, la Calabria, la Lucania, e la Campania. 
Nella zona jonica questa particolare devozione mariana ha origini antiche; prima della costruzione del tempio di Roccalumera (la cui prima edificazione fu completata nel 1893), infatti, la devozione alla Madonna della Catena era già molto forte per la presenza nella valle del Chiodaro di Mongiuffi Melia di un Santuario a lei dedicato, risalente agli inizi del XV secolo, che richiamava molta gente dal Messinese e dal Catanese. 

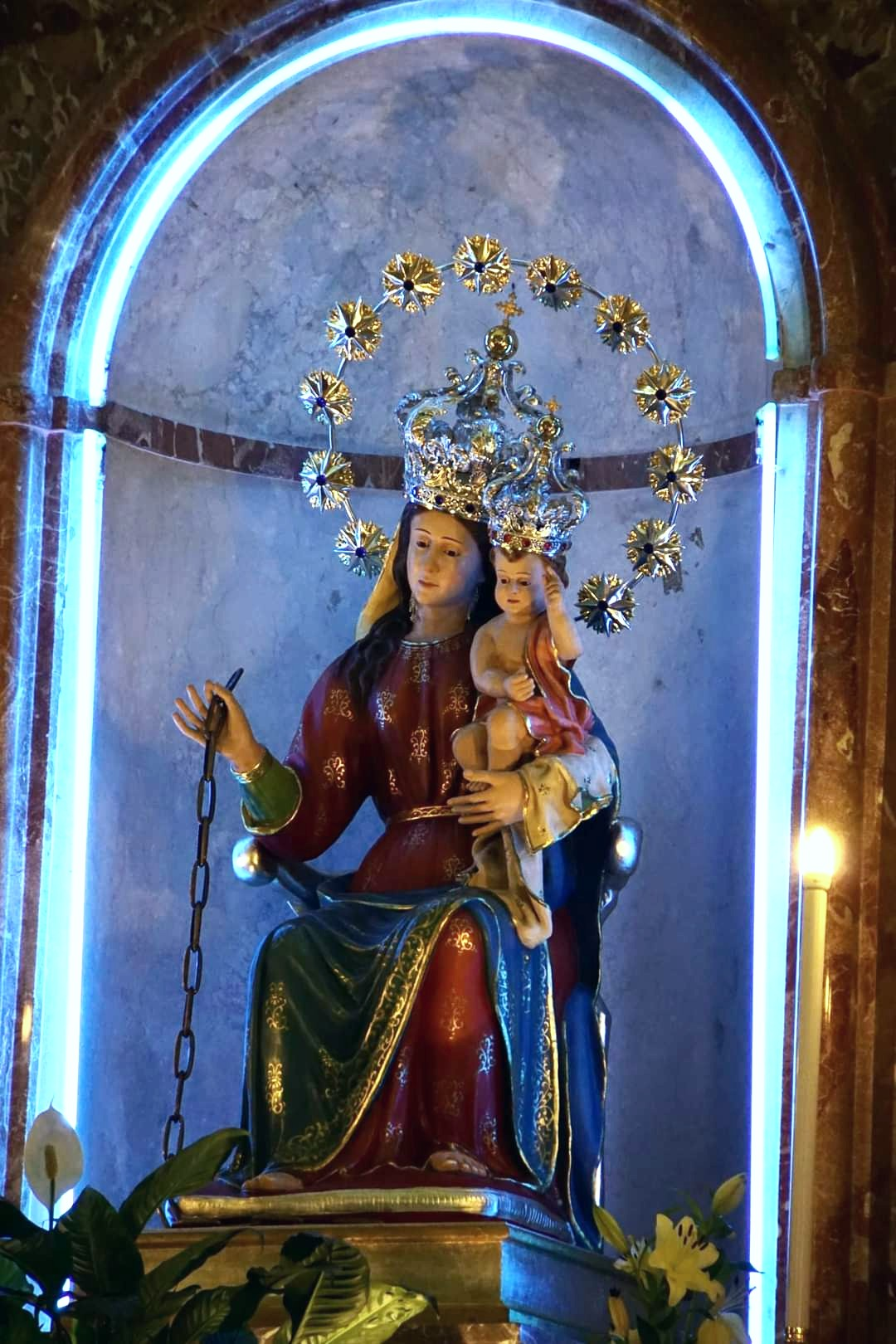
Venerato simulacro di Maria SS. della Catena, Roccalumera.

Così, quando a Roccalumera gli abitanti dei quartieri Baglio e Ficarra - che all'epoca partecipavano alle funzioni religiose nella chiesetta del S.s. Crocifisso - "sentirono il bisogno di avere una loro chiesa", pensarono fin da subito di dedicarla alla Vergine della Catena.

### La prima edificazione
Pertanto, nel 1865 veniva posata la prima pietra del nuovo tempio, su un terreno donato dal Sig. Orazio Mastroeni, che nel frattempo si faceva promotore per la prima raccolta di denaro, proveniente dai soli fedeli; raggiunta una certa somma si invitava il muratore sino all’esaurimento delle riserve, lavorando ad intervalli e non costantemente. 

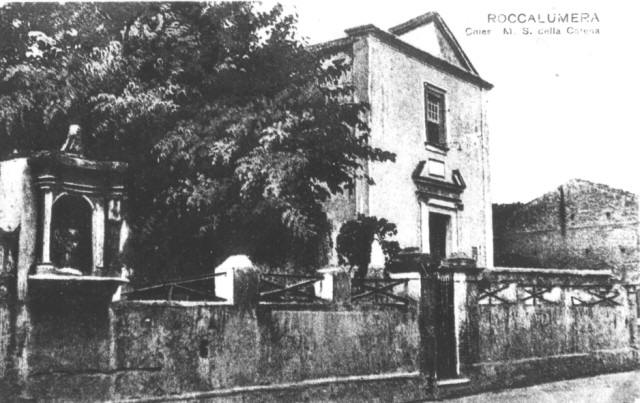
La prima edificazione della chiesa della Madonna della Catena in Roccalumera.

“Ci vollero ben 28 anni per la sua realizzazione sino al 1893, quando il tempio a forma rettangolare fu ultimato e poté aprirsi al culto.
La data è incisa sull’elemento ligneo posto a copertura dell’architrave all’ingresso della chiesa, che ha rappresentato “un impegno di fede e di onore” per la gente del quartiere “Ficara”, che sin dall'inizio aveva in animo di intitolare il sacro luogo alla Madonna della Catena.

### Il simulacro della Madonna
Fu così che, ancor prima della fine dei cantieri, il comitato di fedeli che si occupava dei lavori commissionò allo scultore di Gallodoro Francesco Lo Turco la realizzazione di un simulacro delle Vergine della Catena secondo le stesse fattezze della statua venerata nel santuario di Mongiuffi.

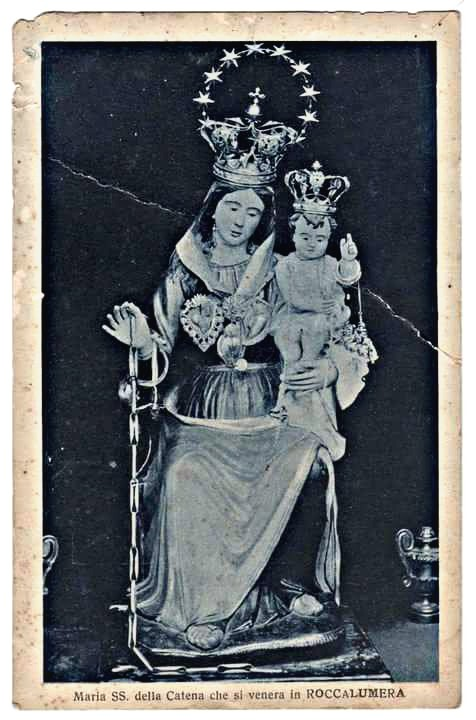
Il simulacro della Madonna della Catena di Roccalumera in uno dei primissimi scatti che la raffigurano.

Lo scultore, carico di entusiasmo per la richiesta ricevuta, realizzò il simulacro in brevissimo tempo, tanto che – non essendo ancora ultimata la chiesa – la graziosa statua fu provvisoriamente conservata nella chiesetta del Santissimo Crocifisso.
“Nessuno scritto si è trovato nell’archivio parrocchiale per l’inaugurazione, ma possiamo immaginare la festa e la gioia di tutti nel portare processionalmente il simulacro della Vergine Maria della Catena dalla chiesetta del Crocifisso alla nuova chiesa”. 
La Vergine si presenta seduta su un tronetto poggiato su un cuscino; nella mano sinistra tiene il Bambino, mentre con la destra regge la catena sciolta. Particolare del simulacro è il volto, che appare teneramente chinato verso chi la osserva, quasi ad accoglierne le confidenze e i sospiri e offrire comprensione e consolazione.

### La seconda edificazione
Da allora per ben 37 anni la chiesa fu il centro della vita religiosa della comunità di Baglio-Ficara, raccolta intorno alla sua amata Madonna, animata dal clero locale e dalle suore del sacro Cuore. Col passare degli anni, però, il quartiere si andava sempre più ingrandendo per cui si resero necessari dei locali più capienti, causa che vide l'impegno del giovane presbitero Carmelo Saccà e l'appoggio dell'arcivescovo Paino.
La nuova chiesa, sorta sul luogo della precedente su progetto dell'ing. Giovanni Crinò, veniva solennemente inaugurata e benedetta l’8 agosto 1937 alla presenza dello stesso Arcivescovo con la celebrazione della prima Messa di Mons. Giuseppe Scarcella. 

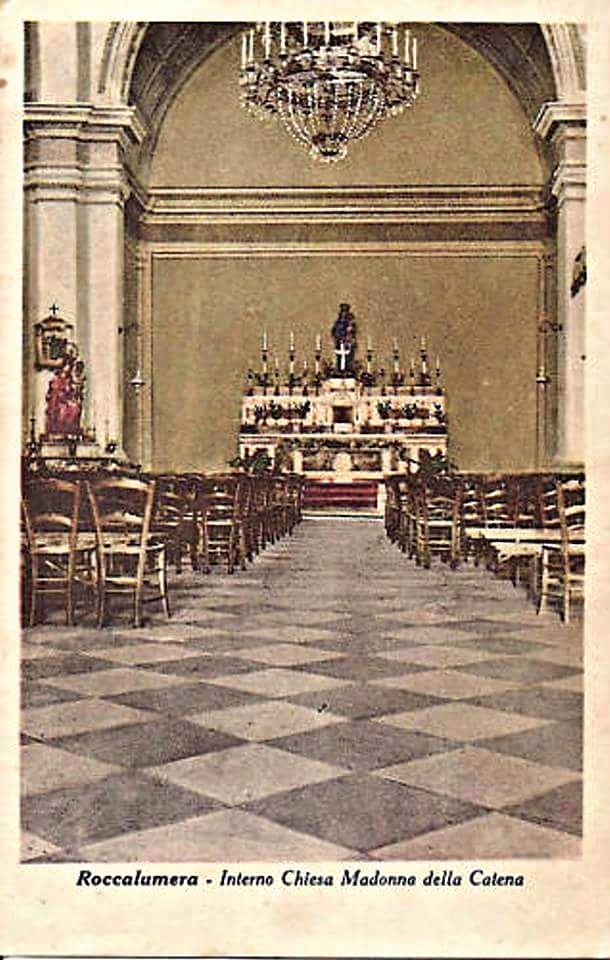
Il presbiterio prima del riadeguamento post riforma liturgica.

### L'interno della chiesa
La struttura del nuovo tempio è a croce latina, con un soffitto a cassettoni con rosoni al centro, gli stucchi di Salvatore Maccarrone di Furci Siculo, due vetrate artistiche raffiguranti il Miracolo dei tre condannati palermitani e la Vergine della Catena della ditta messinese M.F. e un mosaico con lo stesso sacro soggetto posto sopra il portale.
A seguito della riforma liturgica, il 10 giugno 1975 mons. Francesco Fasola consacrava un primo altare “ad coram”, racchiudendovi le reliquie dei santi martiri Placido, Fazio e Flavia, “ scegliendo e fissando in perpetuo come titolare della Chiesa Maria SS. della Catena”.
All'interno del tempio sono custoditi l’altare in marmo policromo con la nicchia della Madonna della Catena (offerto come ex-voto dal Sig. Mastroeni Giovanni), gli altari secondari in marmo bardiglio, l’altare del “S. Cuore di Gesù”, i dipinti dell’Addolorata e della Madonna di Pompei (entrambi di Mario Barberis), quelli raffiguranti La Vergine della Catena (eseguito nel 1912 da Mario Vaccaro), S. Teresa di Gesù Bambino (realizzato da Rosaria Florio), S. Giuseppe (eseguito dal Vivirito nel 1937), nonché i quadri di Padre Pio (realizzato da Pippo Foti nel 2000) e della Madonna Carmelo. 

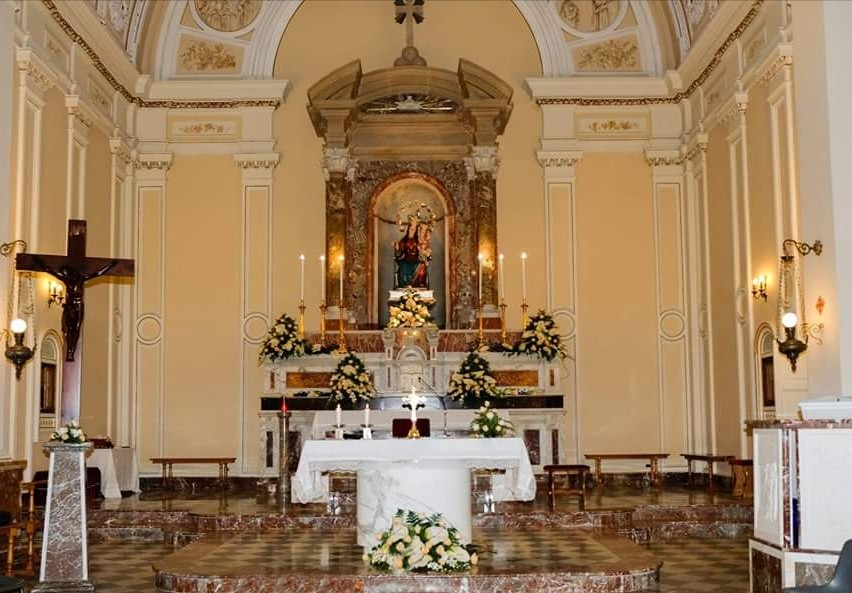
Presbiterio ristrutturato della Chiesa della Catena di Roccalumera.

Il tempio è arricchito dalle vetrate artistiche raffiguranti S. Pietro apostolo, S. Paolo, S. Giovanni Evangelista, Cristo Re; il Cuore Immacolato di Maria; da una Via Crucis su compensato realizzata dal prof. Barberis; da una croce prospettica dipinta dall’artista Salvatore Messina nel soffitto del transetto; dalle pregevoli sculture di santi conservate nel salone parrocchiale recentemente rinnovato (un'Immacolata del XX secolo, un San Giuseppe del XIX secolo, un'Addolorata del 1907 con aureola settecentesca, una Madonna con Bambino del 1906, una seconda statua della Madonna della Catena realizzata nella prima metà del ‘900).
Il giorno 1º luglio 2003, inoltre, l'Arcivescovo di Messina Mons. Giovanni Marra benediceva la chiesa – restaurata esternamente nel 1993 ed internamente nel 2001 per l'interessamento di padre Santino Caminiti – con il nuovo ambone, il fonte battesimale e la presidenza e dedicava un nuovo altare ad coram.

## La festa della Madonna

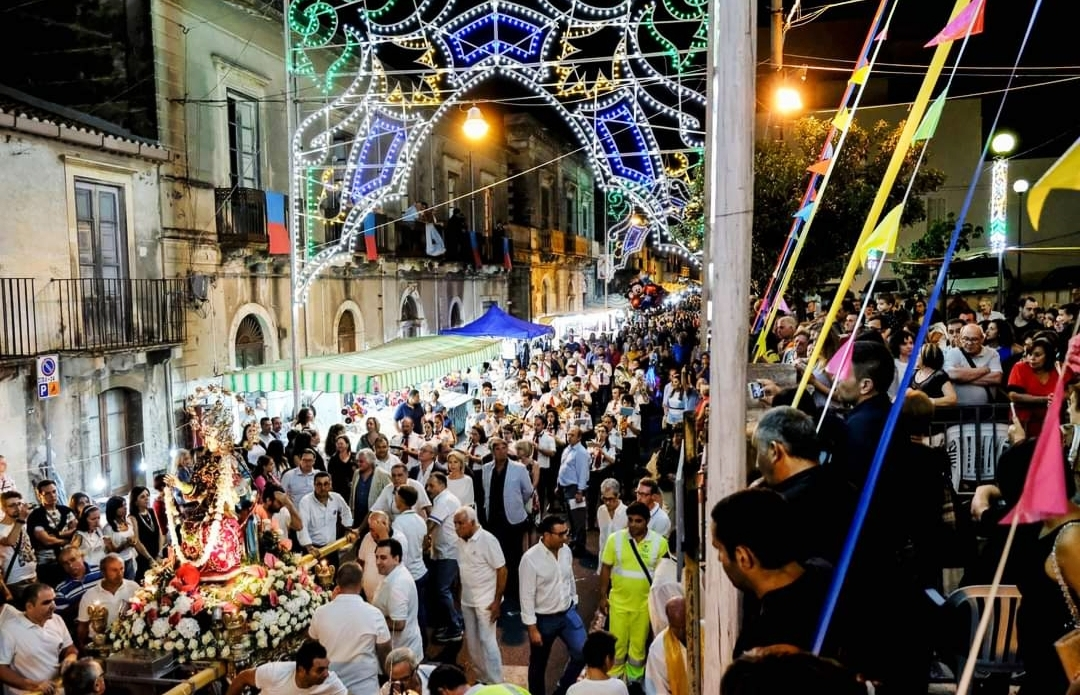
Rientro della processione.

Il tempio è sede della festa in onore della Madonna della Catena, che si celebra ogni anno la prima domenica di settembre.
Rappresenta una delle ricorrenze più sentite dai fedeli di tutta la riviera, richiamando pertanto un gran numero di devoti da tutta la fascia jonica, nonché gli emigrati che ogni anno tornano per l'occasione; un tempo i devoti usavano percorrere in ginocchio il tragitto per giungere al sacro edificio, oggi questa pratica non è più in uso. È ancora molto diffusa invece l'usanza di donare in ex-voto gioielli e oggetti preziosi, che vanno ad incrementare il ricco manto aureo che adorna il simulacro della Madonna nei giorni della festa.

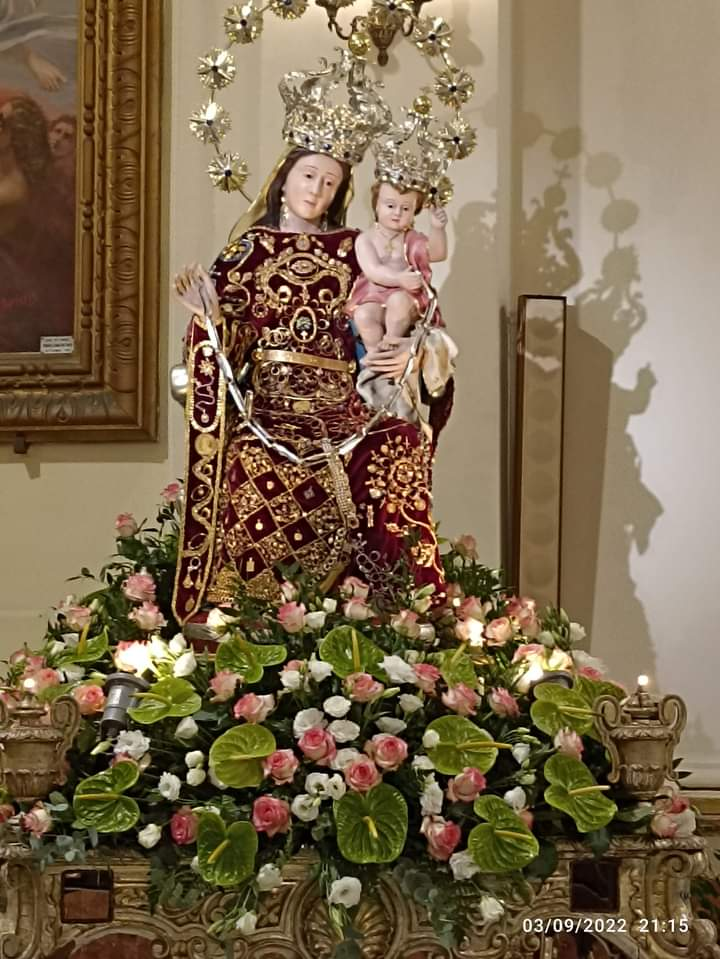
Il venerato simulacro con il manto degli ori votivi nel giorno della festa.

La prima domenica di settembre numerose sono le sante messe, tutte partecipatissime; nel pomeriggio si svolge la solenne processione che accompagna l'ottocentesco simulacro ligneo della Madonna lungo le vie della parrocchia, ogni anno riccamente e devotamente addobbate dagli abitanti con una fitta trama di luci, drappi, fiori, candele, bandiere e festoni, che rendono manifesto l'intenso legame che congiunge i Baglio-ficaroti alla loro patrona, elemento evidentemente fondativo e indispensabile per l'identità del quartiere. Il rientro del corteo è preceduto dall'esecuzione di un antico canto dialettale sul testo dell'Ave Maria; a mezzanotte ha luogo invece un sontuoso spettacolo pirotecnico che conclude i festeggiamenti.

## La Chiesa del Santissimo Crocifisso
Risalente al 1740 circa, è oggi chiesa filiale della parrocchia "Santa Maria della Catena".
Un tempo costituiva la cappella privata annessa alla villa del celebre scienziato Stanislao Cannizzaro, nel cuore del quartiere Baglio, che all'epoca "era un grande cortile chiuso da mura e adibito a mercato ittico-agricolo e rappresentava il borgo dei pescatori fin dal XVII secolo".

Nei secoli XVIII e XIX era utilizzata dagli abitanti del quartiere per la loro vita religiosa e dipendeva dall’Università delle Collettorie di Pagliara, sotto la spirituale giurisdizione dell’Archimandrita del SS. Salvatore di Messina.
La struttura esterna dell'edificio è caratterizzata da un portale in pietra bianca ed un grazioso campanile adiacente; al suo interno conserva invece un prezioso crocifisso in legno e un altare intarsiato in marmo, su cui ancora oggi si celebra periodicamente l'Eucaristia.

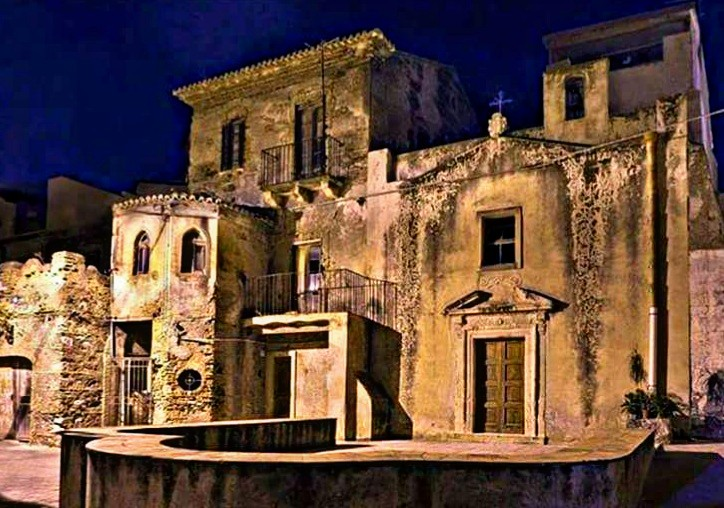
"Sopravvissute", scatto di Mario Pollino.

Il tempietto è stato ritratto nello scatto dal titolo "Sopravvissute" con cui il fotografo roccalumerese Mario Pollino ha portato Roccalumera a qualificarsi tra i quattro comuni finalisti del Premio Letterario Nazionale “Il Borgo Italiano” 2018.

## Galleria d'immagini

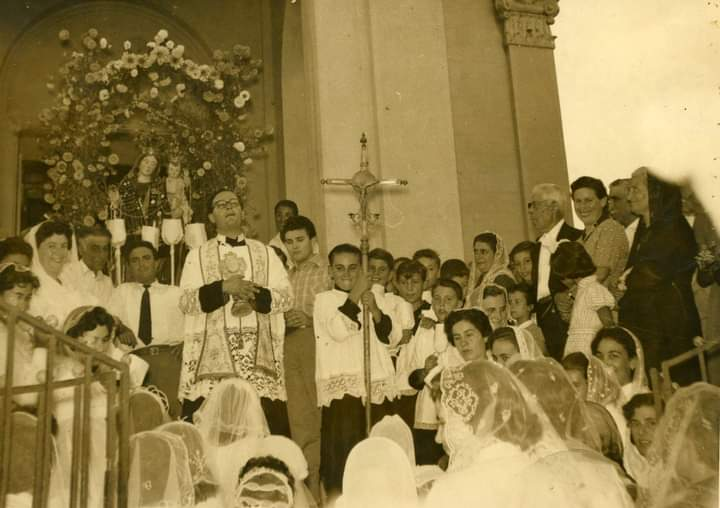
Foto di un'antica processione.
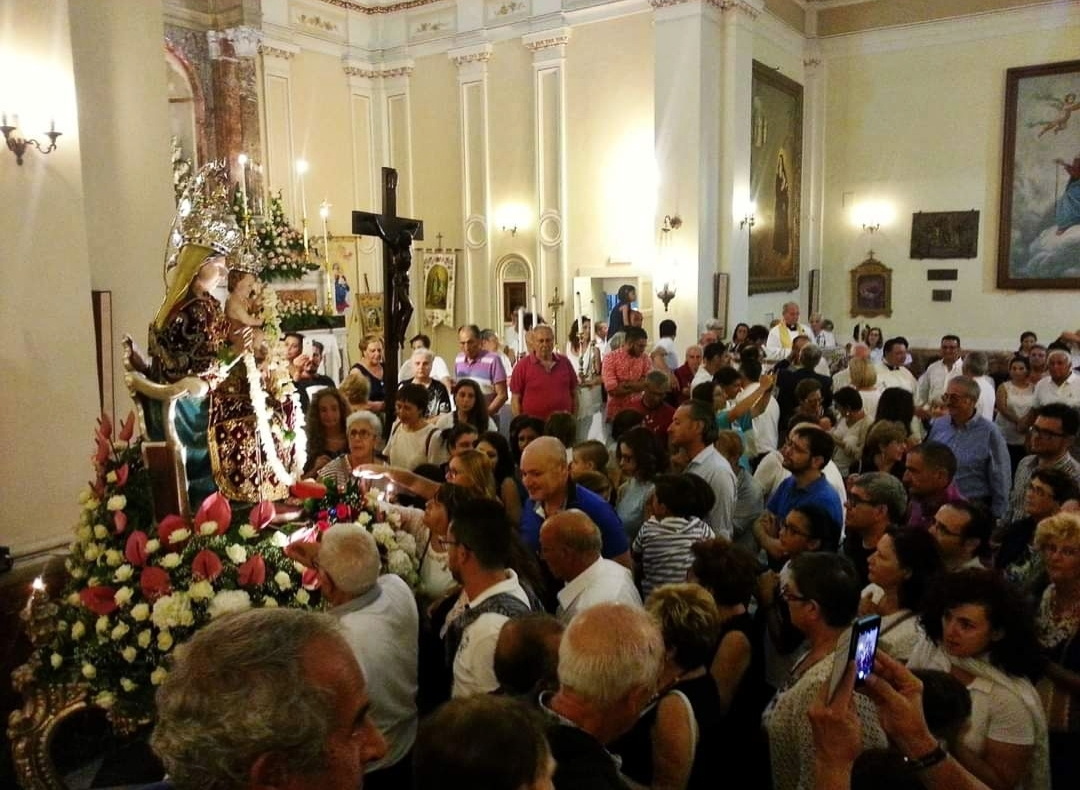
Rientro in chiesa della processione.
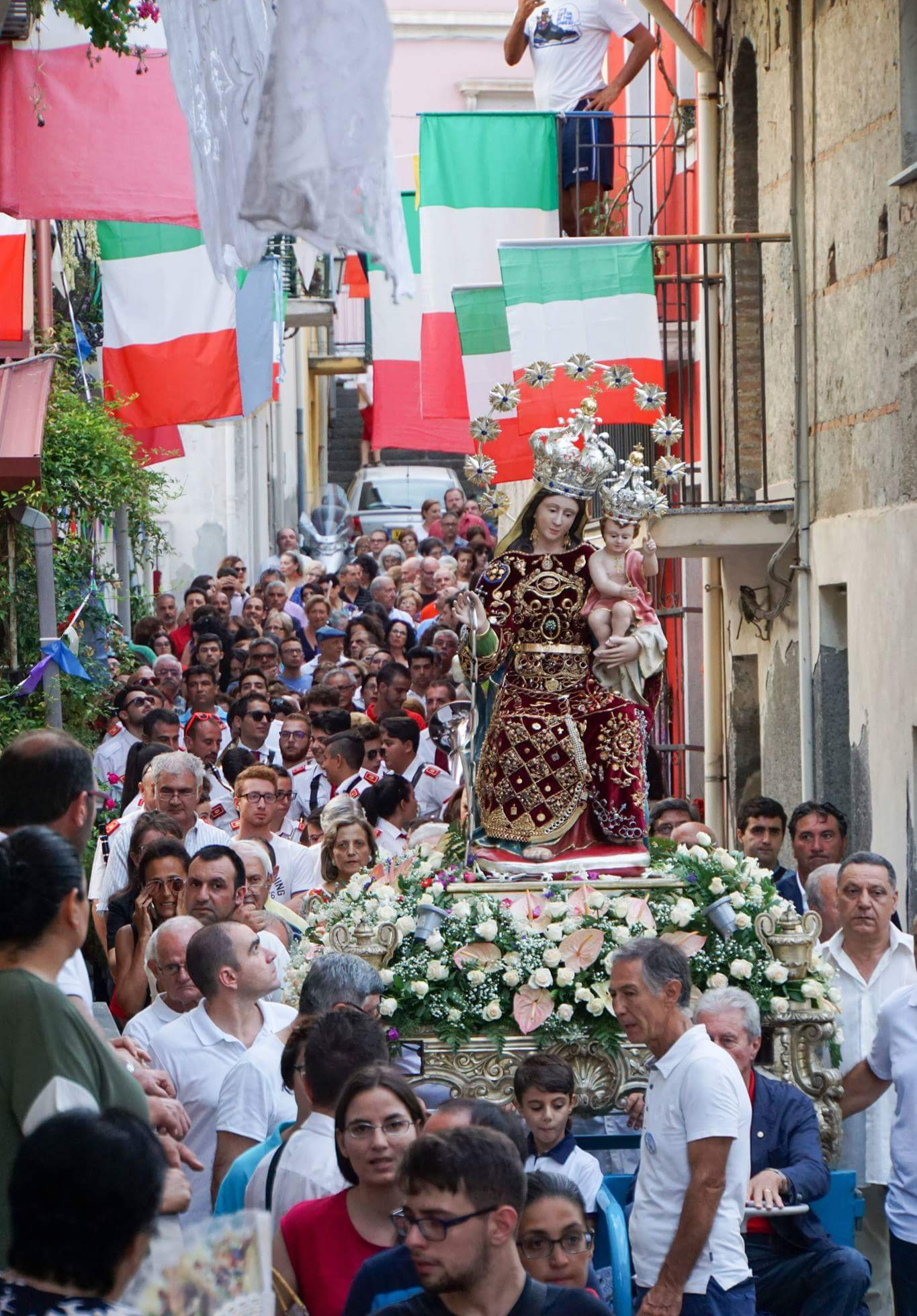
La Madonna della Catena in processione.
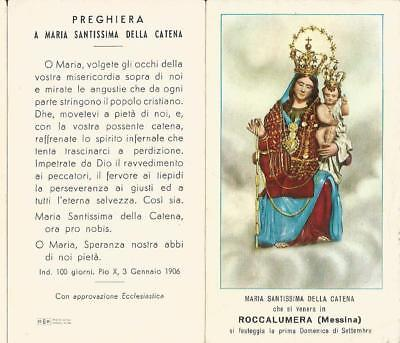
Antico santino della Madonna della Catena, Roccalumera.